# Redeemer (videojuego)
Redeemer es un videojuego de Matamarcianos y Beat'em up desarrollado por la compañía rusa Sobaka Studio y publicado por Good Shepherd Entertainment. El juego se lanzó para Microsoft Windows el 1 de agosto de 2017. Se lanzó una edición mejorada para PlayStation 4, Nintendo Switch y Xbox One el 19 de julio de 2019. Se lanzó en Japón el 5 de marzo de 2020.

## Resumen
Redeemer es un juego de disparos beat'em up, en el que el jugador controla a un antiguo agente de élite, Vasily, que vive en un monasterio de montaña junto con otros hermanos-monjes. Un día, una corporación malvada descubre la ubicación de Vasily y trata de deshacerse de él utilizando bandidos locales. Casi todos los monjes del monasterio mueren como resultado, incluido el antiguo mentor y mejor amigo de Vasily. Vasily quiere destruir la corporación malvada.

## Jugabilidad
La jugabilidad de Redeemer incluye una combinación de exploración, sigilo y combate. Los jugadores se mueven a través de cada ubicación eliminando oleadas de enemigos que se interponen en el camino utilizando cualquier medio disponible. Los potenciadores y las mejoras de armas se distribuyen a lo largo de los niveles. El juego presenta tres tipos principales de armamento (garrotes, mazos y cuchillos). El jugador puede utilizar el entorno: objetos interactivos especiales en un nivel, como arma, por ejemplo, sillas, refrigeradores o mesas. Vasily también puede lanzar enemigos o atacarlos con garras, y puede realizar una maniobra de salto sobre un enemigo cercano. Cuando se encuentra con un enemigo, Vasily puede atacar o realizar una muerte rápida con un solo botón.

## Desarrollo y lanzamiento
Redeemer fue desarrollado por la compañía rusa de juegos indie Sobaka Studio y publicado por Good Shepherd Entertainment. El juego fue lanzado para Windows el 1 de agosto de 2017 a través de Steam.

### Edición mejorada
El 17 de julio de 2017, Sobaka Studio y Buka Entertainment anunciaron una "Edición mejorada" de Redeemer. Fue lanzado en Xbox One, PlayStation 4, Nintendo Switch y Microsoft Windows el 19 de julio de 2019. Todos los propietarios existentes de Redeemer recibirán actualizaciones gratuitas de la Enhanced Edition a través de Steam. Redeemer: Enhanced Edition presenta nuevo contenido, incluido el modo cooperativo local para 2 jugadores, la mejora del equilibrio y las habilidades de algunos niveles divididos por clases de personajes (Monje y Soldado).

## Recepción
Redeemer recibió críticas mixtas en el lanzamiento, con una puntuación de 64 para la versión para PC (basada en 25 revisiones), mientras que las puntuaciones de los usuarios fueron más altas con 7.1 para la versión para PC respectivamente según el agregador de reseñas de videojuegos Metacritic. Cody Medellin de Worthplaying declaró que "En su mayor parte, Redeemer logra ofrecer una experiencia de beat-'em-up llena de acción. A menos que los jugadores se enfrenten a jefes o enemigos inmunes a los ataques regulares, el combate es rápido y visceral. La duración general del juego es buena, y aunque algunas de las mecánicas pueden ser inconsistentes, aquí hay suficiente para que la experiencia valga la pena". Justin Clark de GameSpot declaró que "Redeemer es un juego que claramente tiene su corazón en el lugar correcto, pero siente la necesidad de justificar o mejorar un género que necesita menos para tener éxito de lo que uno podría pensar".